# ۶۵۴ (خورشیدی)
۶۵۴ ششصد و پنجاه و چهارمین سال هجری خورشیدی است.